# Национальный филармонический оркестр (Лондон)
Национальный филармонический оркестр (англ. National Philharmonic Orchestra) — британский симфонический оркестр, созданный в 1964 году в Лондоне продюсерами компании RCA Records для осуществления коммерческих аудиозаписей. Первоначально работал под разными названиями (RCA Victor Symphony Orchestra, London Promenade Orchestra,  London National Philharmonic Orchestra и др.), бренд Национальный филармонический оркестр закрепился с 1970. Пластинки с записями оркестра выходили под лейблами RCA Read Seal, Columbia, Decca / London и др. Оркестр прекратил существование в 1995.

## Исторический очерк
Национальный филармонический оркестр (первоначально под названием RCA Victor Symphony Orchestra) был создан в Лондоне в 1964 по инициативе американского продюсера RCA Records и дирижёра Чарлза Герхардта и британского скрипача Сиднея Сакса. Оркестр был задуман как коллектив сессионных музыкантов, собиравшихся под конкретные коммерческие проекты звукозаписи. Помимо исполнительской деятельности Герхардт и Сакс выполняли обязанности директоров оркестра, в том числе, занимались ангажементами признанных дирижёров и лондонских оркестрантов-фрилансеров.
В 1960-е годы с оркестром записывались Фриц Рейнер, Джон Барбиролли, Яша Горенштейн. В 1970-е годы серию пластинок академической музыки с Национальным филармоническим оркестром записал Леопольд Стоковский. В дальнейшем оркестр возглавляли Ричард Бонинг (записал полностью три балета П.И. Чайковского), Риккардо Шайи, Никола Решиньо, Джанандреа Гавадзени, Георг Шолти, Джеймс Ливайн и другие видные дирижёры. Многими записями дирижировал сам Чарлз Герхардт.
Национальный филармонический оркестр записал ряд сюит из популярной киномузыки ведущих голливудских композиторов 1930-х — 1960-х гг., среди которых Макс Стайнер (рекордсмен по количеству записей оркестра), Бернард Херрман, Дмитрий Тёмкин, Э.В. Корнгольд, Альфред Ньюман, а также активно участвовал в записи саундтреков к голливудским фильмам 1970-х и 1980-х гг. с музыкой Джона Уильямса (3 основных эпизода киноэпопеи «Звёздные войны»), Джерри Голдсмита («Омен», «Чужой»), Майкла Кеймена («Мёртвая зона», «Горец»), Генри Манчини («Том и Джерри. Фильм») и др.
Записав в 1995 «прощальный» CD-альбом с музыкой Р. Вагнера, Герхардт отошёл от дел, и оркестр прекратил своё существование.